# Morpheus Island
Morpheus Island ist eine 25 ha große Insel vor der Westküste von Vancouver Island an der kanadischen Pazifikküste. Sie liegt unmittelbar westlich von Meares Island im Clayoquot Sound, von dem es durch Lemmens Inlet (auch Disappointment Inlet genannt) getrennt wird. An dessen nördlichem Ende gelangt man in den weiträumigen Sund. Westlich von Morpheus liegt Nelson Island. Weiterhin liegt die Insel im Clayoquot Sound Biosphere Reserve, einem im Jahr 2000 von der UNESCO anerkanntem Biosphärenreservat.
Ab etwa 1900 wurde die Insel von den Bewohnern Tofinos bzw. von Stubbs Island als Friedhof benutzt, davor von den umwohnenden First Nations.

## Geschichte
Die Insel wurde mehrere Jahrhunderte lang als Begräbnisstätte durch die umwohnenden Nuu-chah-nulth-Gruppen genutzt. An einigen Stränden finden sich Muscheln (clams), vermutlich wurden auch diese früh gesammelt. Von 1900 bis 1950 war sie der Friedhof von Tofino, wo bis zum Zweiten Weltkrieg zahlreiche japanische Fischer lebten, die zum Teil auf der Insel beigesetzt wurden. Mindestens 44 der Grabsteine sind noch heute zu sehen. Die 1912 gegründete Clayoquot Cemetery Co. übernahm das Management der Insel.
Die Wahl der Insel als Friedhof hat ihre Ursache darin, dass Tofinos erste Bewohner sich nicht auf dem Festland ansiedelten, wo sich der Ort heute befindet, sondern auf Stubbs Island (das vor Ort Clayoquot Island heißt). Da die Region sowieso nur per Boot zu erreichen war und auf dem Festland der großen Vancouver-Insel noch keine Straßen existierten, zogen sie die Insellage vor. Stubbs und erst recht Tofino liegen aber wiederum nahe bei Morpheus und gleichzeitig nicht zu nahe. Ab 1912 zogen die Bewohner zum heutigen Tofino, doch dauerte dieser Prozess, durch den Straßenbau kaum beschleunigt, bis in die 1950er Jahre an. Danach wurde Stubbs verkauft und die Insel ist heute das Clayoquot Island Preserve, gegründet von einem amerikanischen Philanthropen.
Zum Erhalt der Insel als historischem Denkmal trägt das 2008 gegründete Morpheus Island Remediation & Interpretation Project bei, das von der Tonquin Foundation unterhalten wird, und das auch von Environment and Climate Change Canada und vom Clayoquot Biosphere Trust gefördert wird. Die Tonquin-Stiftung arbeitet wiederum eng mit der Underwater Archaeological Society of British Columbia zusammen.
Bis 1966 vermutete man, dass sich auf der Insel möglicherweise Fort Defiance befunden habe, doch wurden dessen Spuren andernorts entdeckt, nämlich auf Meares, auf der anderen Seite des Inlets. Robert Gray, der erste Amerikaner, der die Welt umsegelte, war mit Häuptling Wickaninnish von den Tla-o-qui-aht in Konflikt geraten und hatte im Clayoquot Sound überwintert, an einem Ort, den er „Adventure Cove“ nannte. Tatsächlich wurde die Bucht zwar etwa 5 km weiter nördlich am Lemmens Inlet gefunden, doch die Fundstätte, die Lemmens Inlet site befindet sich auf Meares.